# Ревиаль, Луи Бенуа Альфонс
Луи Мари Полен Бенуа Альфонс Ревиаль (фр. Louis Marie Paulin Benoist Alphonse Révial; 29 мая 1810, Тулуза — 13 октября 1871, Этрета, департамент Приморская Сена) — французский певец (тенор) и вокальный педагог.
Окончил Парижскую консерваторию (1832), с 1833 пел в Опера-комик, в том же году участвовал в премьерной постановке оперы Микеле Карафа «Эдинбургская тюрьма». Справочник парижской сцены Эдмона Бюра-де-Гюржи в 1837 прочил Ревиалю блестящее будущее, однако Франсуа Жозеф Фети отмечал позднее, что голос и внешние данные Ревиаля не были совершенны, и после дебюта Гюстава Ипполита Роже он оказался вытеснен из первого состава. В 1838—1842 пел и совершенствовал своё мастерство в Италии, в дальнейшем выступал в Бельгии, Нидерландах, Лондоне.
С 1846 — профессор вокала в Парижской консерватории; среди его учеников Виктор Капуль и Педро Гайяр. Автор ряда вокальных сочинений.